# جيس بلوم
جيس بلوم (بالهولندية: Gijs Blom)‏ هو ممثل هولندي، ولد في 2 يناير 1997 في أمستردام في هولندا.

## وصلات خارجية
- جيس بلوم على موقع IMDb (الإنجليزية)
- جيس بلوم على موقع ألو سيني (الفرنسية)
- جيس بلوم على موقع أول موفي (الإنجليزية)
- جيس بلوم على موقع قاعدة بيانات الفيلم (الإنجليزية)
- جيس بلوم على موقع كينوبويسك (الروسية)